# Eneagramska prizma (9/4)
| Eneagramska prizma (9/4) | Eneagramska prizma (9/4)   |
| ------------------------ | -------------------------- |
|                          |                            |
| Vrsta                    | uniformni polieder         |
| Stranske ploskve         | 2 eneagrama 9 kvadratov    |
| Robovi                   | 27                         |
| Oglišča                  | 18                         |
| Konfiguracija oglišča    | 9/4.4.4                    |
| Wythoffov simbol         | 2 9/4 \| 2                 |
| Simetrija                | D9h, [2,9], (*299), red 36 |
| Dualni polieder          | eneagramska bipiramida     |
| Lastnosti                | nekonveksna                |
| Slika oglišč             |                            |

Eneagramska prizma (9/4)  je v geometriji je ena v neskončni množici nekonveksnih prizem, ki jih sestavljajo kvadratne stranske ploskve in dva pokrova, ki sta v tem primeru eneagrama {9/4}.